# Waag (Haarlem)
De Waag in Haarlem ligt op een markante plek in de stad, op de hoek van het Spaarne met de Damstraat. Het gebouw werd tussen 1594 en 1598 naar ontwerp en onder leiding van de toenmalige Haarlemse stadsarchitect Lieven de Key in renaissancestijl gebouwd. Bouwtypologisch gezien gaat het hierbij om het oudste monofunctionele waaggebouw in Holland.
De ligging aan het Spaarne was gunstig in verband met aan- en afvoer van de te wegen goederen. Het gebouw staat weliswaar op een relatief klein, onregelmatig grondstuk, maar maakt desalniettemin een harmonieuze indruk, doordat beide gevels aan de straatkant identiek zijn vormgegeven en uit het destijds kostbare en duurzame natuursteen, arduin, afkomstig uit Namen, waren opgetrokken. Bovendien waren beide façaden plastisch versierd en telde het bouwwerk drie bouwlagen, waardoor het met zijn steile schilddak toentertijd ten opzichte van de omringende bebouwing duidelijk in het oog sprong.
Binnen de typologie van het waaggebouw hoort de Haarlemse waag tot het type 'toren' en kan als zodanig als prototype hiervan gelden. Tegelijkertijd is deze als oudste exemplaar van het monofunctionele bouwtype 'waag' in Holland op te vatten. Aangezien het bij dit torentype onmiskenbaar in eerste instantie erom ging een baken in het stadsbeeld te vormen, waarbij de functie als waag op de achtergrond werd gedrongen, kreeg deze bouwvorm geen verdere navolging, behalve in het geval van de Waag in Makkum.
Tegenover de waag stond direct aan de kademuur een kraan en een wiphout om de goederen, die over het Spaarne werden vervoerd, in en uit te laden. In beide poortopeningen van de waag zelf bevond zich een balkweegschaal om deze te wegen. De tekening van Romeyn de Hooghe (1690) en het schilderij van Gerrit Adriaenszoon Berckheyde (1638–1698) geven hiervan een goed beeld. Het laatstgenoemde stadsgezicht geldt tevens als een van de fraaiste van Holland.
De waag speelt ook architectuurhistorisch gezien een interessante rol. Wetenschappelijke experts waren het namelijk gedurende honderd jaar oneens of het ontwerp wel van de toenmalige stadbouwmeester Lieven de Key stamde, destijds verantwoordelijk voor de architectonische planning in Haarlem, of dat het ontwerp van twee schilders afkomstig was, die ooit voor de vervaardiging van een aantal ontwerptekeningen werden betaald. Onderzoek van Karl Kiem met betrekking tot de Haarlemse waag leverde in 1996 echter het eenduidige bewijs, dat de uitgevoerde façade baseerde op een verandering van het oorspronkelijke ontwerp. Daarmee werd aangetoond, dat het werk van de beide schilders zich duidelijk tot het kopiëren van architectuurtekeningen had beperkt en dat Lieven de Key zonder enige twijfel als architect van de Waag van Haarlem mag gelden.
Sinds de reconstructie 1988 van de balustrade, die begin 19de eeuw verwijderd werd, heeft de waag grotendeels weer haar oorspronkelijke verschijningsvorm aangenomen.
De Haarlemse waag vervulde haar oorspronkelijke functie tot 1915. Vervolgens werden er gemeentelijke brandspuiten opgeslagen. Sinds 1821 was op de bovenverdieping de kunstenaarsvereniging KZOD 'Kunst zij ons doel' gevestigd. In de jaren zestig vormde het gebouw het onderkomen voor de troubadours en de folkclub van Cobi Schreijer. Grootheden als Pete Seeger, Joan Baez en Simon en Garfunkel traden er op, alsook Boudewijn de Groot en Elly en Rikkert. Tegenwoordig is er in het pand een bar/café gevestigd.